# Jefferson Hills
Jefferson Hills es un borough ubicado en el condado de Allegheny en el estado estadounidense de Pensilvania. En el año 2000 tenía una población de 9666 habitantes y una densidad poblacional de 225 personas por km².

## Geografía
Jefferson Hills se encuentra ubicado en las coordenadas 40°17′8″N 79°55′59″O / 40.28556, -79.93306.

## Demografía
Según la Oficina del Censo en 2000 los ingresos medios por hogar en la localidad eran de $50 615 y los ingresos medios por familia eran $60 767. Los hombres tenían unos ingresos medios de $43 972 frente a los $36 052 para las mujeres. La renta per cápita para la localidad era de $23 006. Alrededor del 4.1% de la población estaba por debajo del umbral de pobreza.